# Abyysky (huyện)
Huyện Abyysky (tiếng Nga: ? райо́н) là một huyện hành chính tự quản (raion), của Cộng hòa Sakha, Nga. Huyện có diện tích 72804 km². Trung tâm của huyện đóng ở Belaya Gora.